# 鰂魚涌 (祐民街) 巴士總站
鰂魚涌巴士總站（英語：Quarry Bay Bus Terminus），位於港島東區鰂魚涌祐民街2-32號益發大廈外，栢蕙苑對面，與英皇道交界前，屬單向北行路邊巴士總站，於1980年6月8日啟用。
此站被批評沒有設立休息室，容易令車長休息不足。另外該站違泊情況嚴重，令巴士難以駛至巴士站範圍讓乘客下車。

## 總站路線

### 過海隧道巴士116線
- 慈雲山（中） ↔ 鰂魚涌（祐民街）

1978年3月16日投入服務，由九巴及新巴聯營，由於本線是來往銅鑼灣及土瓜灣、馬頭圍、九龍城等的主要路線，因此班次相當頻密。

### 城巴N8線
- 杏花邨（常達街） ↺ 鰂魚涌（祐民街）